# Can Botei (Teià)
Can Botei és una masia de Teià (Maresme), catalogada com a bé cultural d'interès local.
Es tracta d'una casa a quatre vents de planta baixa i pis amb un porxo adossat, coberta amb terrat d'on emergeix una torre de planta rectangular. En destaca la façana que dona al carrer de Josep Puigoriol, pels porxos als dos nivells, amb arcs escarsers.   El coronament és mitjançant una barana de balustres, tant a la coberta com als porxos.
A la façana est, hi ha una galeria al pis que sobresurt, destacant les seves finestres amb vitrall. L'acabat del conjunt és arrebossat.